# Кристиансунн (аэропорт)
Аэропорт Кристиансунн - международный аэропорт обслуживающий городом является Кристиансунн. Widerøe и Scandinavian airline осуществляют рейсы в этот аэропорт. Также с аэропорта CHC Helikopter Service обслуживает морские вертолетные рейсы в Норвежское море.

## Местоположение
Аэропорт расположен на хребте Квернбергет, холме на острове Нордландет в Кристиансунне. Находящийся в собственности и управляемый государственной компанией Avinor, это единственный аэропорт с регулярными рейсами в регионе.

## Авиакомпании и пункты назначения
Ежедневный рейс в Осло от авиакомпании SAS чаще всего использует Airbus 321 neo, но бывают и рейсы на Boeing 737. Widerøe осуществляет рейсы на самолёте De Havilland Canada DHC-8

## Галерея снимков

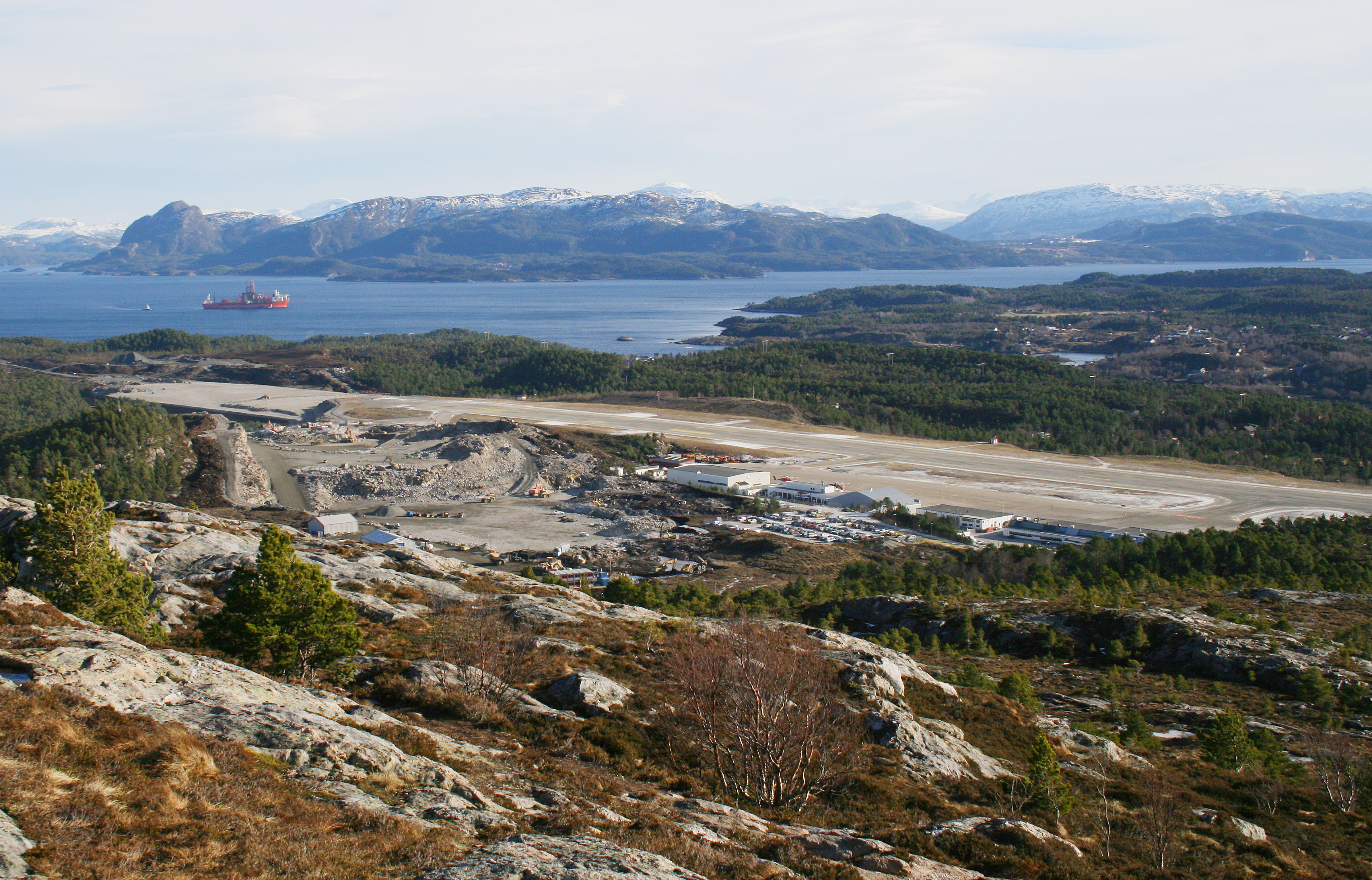
Кверньергет в 2011
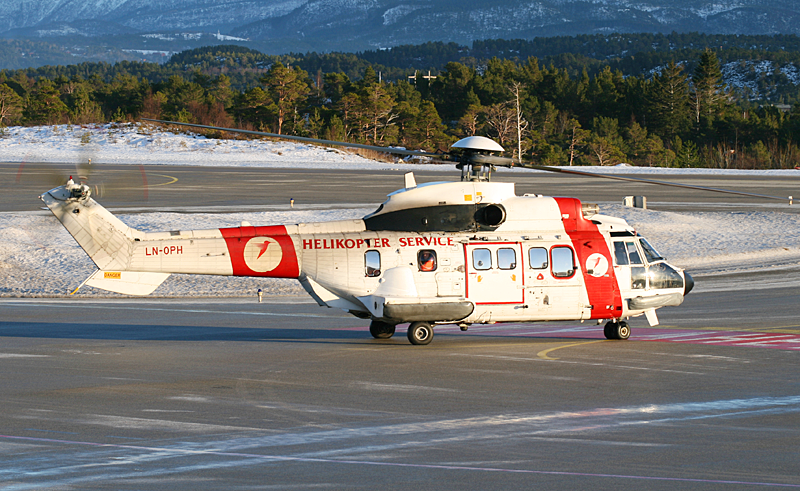
KSU CHC Eurocopter Super Puma в аэропорту
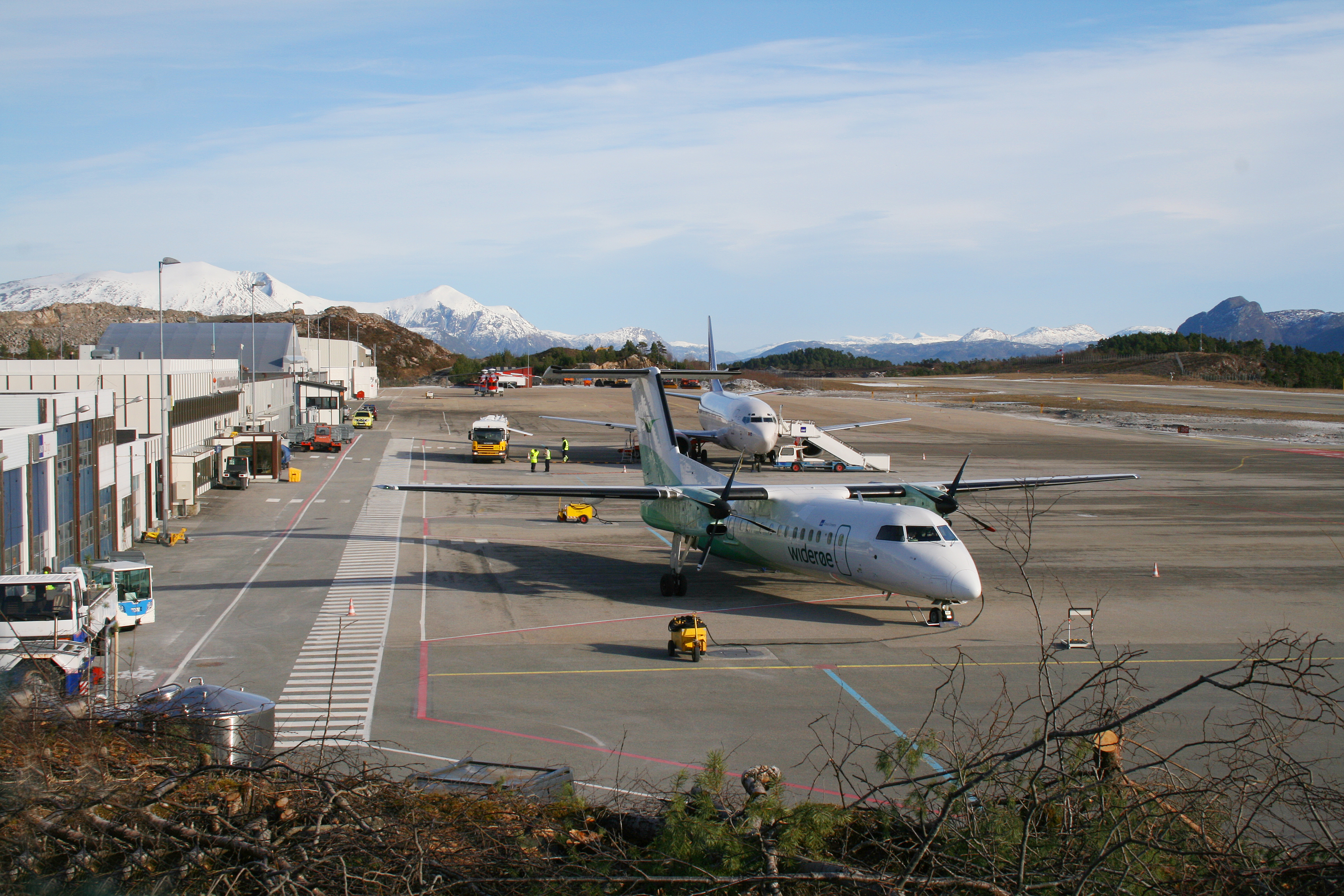
DHC-8 от Widerøe (спереди) Boeing 737 от SAS (сзади)